# GS Presse
 (octobre 2019).
GS Presse est un éditeur de presse français qui s’est fait connaître en lançant le magazine mensuel Le Monde 2, en novembre 2000, conjointement avec le quotidien Le Monde (groupe La Vie-Le Monde) et Hachette Filipacchi Médias. 
Basée à Paris, l’entreprise est dirigée par François et Jean-Dominique Siegel, fils du fondateur de l’hebdomadaire VSD, Maurice Siegel. Elle a été créée par les deux frères en 1998, après la faillite, puis la revente de VSD à Prisma Presse. Par la suite, GS Presse et sa filiale GS Régie ont réalisé les numéros hors série et géré la régie de publicité de VSD. Ce partenariat avec Prisma Presse a pris fin en 2006. 
François Siegel a été directeur de publication du groupe VSD de 1981 à mars 1996 et rédacteur en chef du Monde 2 jusqu’en 2004. Celui-ci tient également une rubrique consacrée à la photographie le dimanche matin sur France Info.
À l’initiative du lancement du Monde 2, GS Presse a rompu sa collaboration avec Le Monde, lorsque le magazine s’est transformé, en mars 2004, en hebdomadaire vendu en supplément du quotidien. Le Monde 2 est depuis réalisé uniquement par des journalistes du Monde et du groupe La Vie-Le Monde.

## Partenariats
Petit éditeur, GS Presse s’est fait une spécialité de partenariats avec des entreprises de taille plus large. Dans le domaine des médias, GS Presse s’est associé avec les groupes La Vie-Le Monde et Prisma Presse, mais aussi avec France Télévisions, en lançant en décembre 2005 le magazine Envoyé spécial, adaptation papier de l’émission du même nom diffusée sur France 2. 
En partenariat avec deux groupes de la grande distribution, GS Presse édite les quinzomadaires de télévision TVEnvie, vendu dans les supermarchés du groupe Auchan depuis 2004, et Quinzo Leader, dans les magasins Leader Price (groupe Casino) depuis 2006. GS Presse publie également le mensuel Info Pilote pour le compte de la Fédération française aéronautique et magazine d’entreprise G.O destiné aux « gentils organisateurs » du Club Méditerranée.
Après avoir sorti le magazine de photojournalisme Ikono, GS Presse s’est associé à la filiale française de la chaîne câblée américaine Sci Fi Channel (groupe NBC Universal) pour éditer le bimestriel Sci Fi Magazine. Avec un premier numéro prévu pour le 26 octobre 2006, ce nouveau titre se propose « d’informer les fans comme les néophytes du genre de l’actualité de la science-fiction dans son ensemble et de proposer des enquêtes sur les phénomènes paranormaux ». 
Le projet le plus ambitieux de l’éditeur devrait voir le jour « début 2007 » avec la sortie de TVW, un nouveau magazine de télévision quinzomadaire, qui s'annonce comme un concurrent de l'hebdomadaire Télérama. Le budget de lancement, de l’ordre de 7 millions d’euros serait en partie pris en charge par deux investisseurs, dont la banque d'affaires italienne Mediobanca.

## Sources
- « François Siégel : "Il y a de la place pour de nouveaux magazines" », interview réalisée par Marc Baudriller parue dans Stratégies le 5 mai 2000.
- Présentation du magazine Info Pilote sur le site de la Fédération française aéronautique.
- « Le Monde 2 dans les kiosques », L’Humanité, 10 novembre 2000.
- « La chaîne Sci Fi lance Sci Fi Magazine », communiqué de presse de Sci Fi du 22 septembre 2006.
- Delphine Le Goff, « Siegel veut renouveler le quinzo TV », Stratégies, 31 août 2006.
- Pascale Santi, « France Télévisions décline ses émissions sur papier », Le Monde, 6 décembre 2005.
- « TVEnvie nouvel hebdomadaire de télévision sera vendu à partir du 2 janvier dans les 121 magasins Auchan », Le Monde, 19 décembre 2003.